# Catarina de Bolonha
Catarina de Bolonha O.S.C, nascida Catarina Vigri (Bolonha, 8 de setembro de 1413 – Bolonha, 9 de março de 1463) foi uma religiosa e escritora italiana declarada santa pela Igreja Católica.
Era filha de um diplomata. A tradição diz que seu pai recebeu uma visão dizendo a ele que ela iria nascer. Dama de honra da filha de uma marquesa, Catarina recebeu a mesma educação e treinamento de sua patroa. Fez-se franciscana terciária com 14 anos; a seguir, freira das Clarissas Pobres e madre das noviças.
Estabeleceu um convento de Clarissas Pobres em Bolonha em 1456, e lá serviu como abadessa. Mística, fazia milagres e ainda era profetisa e visionária. Também era pintora e decifrava manuscritos como se estivesse iluminada por um anjo. Em um dia de Natal recebeu uma  visão de Jesus nos braços de Maria. Esta visão ela pintou em um quadro que se encontra no Museu do Vaticano.
Faleceu na cidade natal, foi enterrada sem caixão e não foi embalsamada. Após dezoito dias, foi exumada devido a milagres que ocorriam junto de sua tumba, entre eles o odor de perfume que emanava de seu corpo, que descobriu-se incorrupto. 

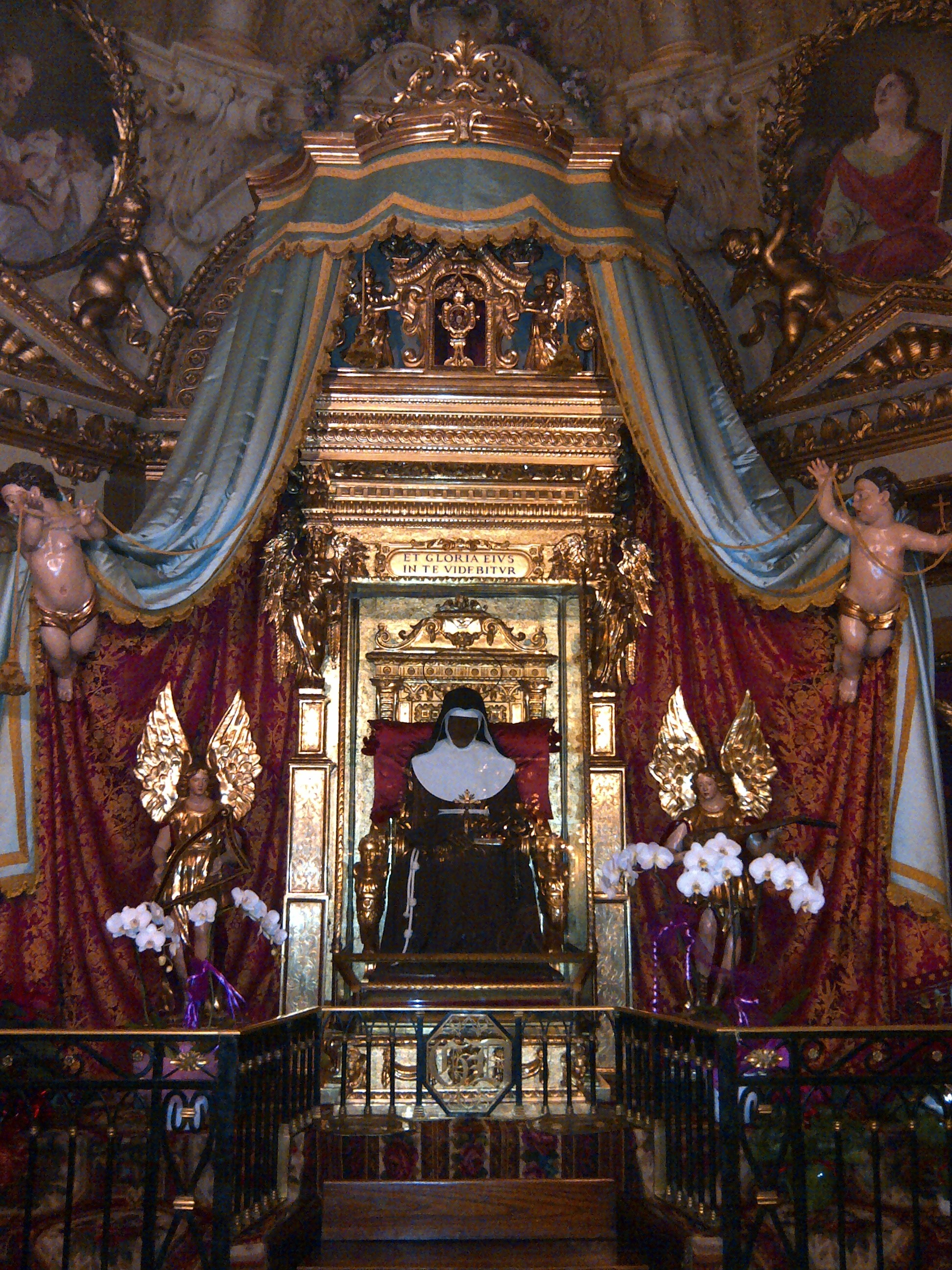
O corpo incorrupto de Santa Catarina de Bolonha

Diante disso, foi chamado o doutor Maestro Giovanni Marcanova que examinou o corpo e não pode explicar o fato. Assim seu corpo foi vestido com roupa limpa e foi colocado em uma cadeira, em uma capela especial, atrás de barras e vidros onde está até hoje.
No meio artístico, Santa Catarina é mostrada como uma clarissa pobre carregando o Menino Jesus, ou em um trono com  um livro, ou com uma cruz sobre seu peito, e descalça. 
É padroeira da Academia de Arte de Bolonha, dos artistas das belas-artes. Foi beatificada em 1703 pelo Papa Clemente XI, e canonizada em 22 de maio de 1712  pelo mesmo pontífice. Sua memória é celebrada em 9 de março pela Igreja Católica.

## Obras publicadas

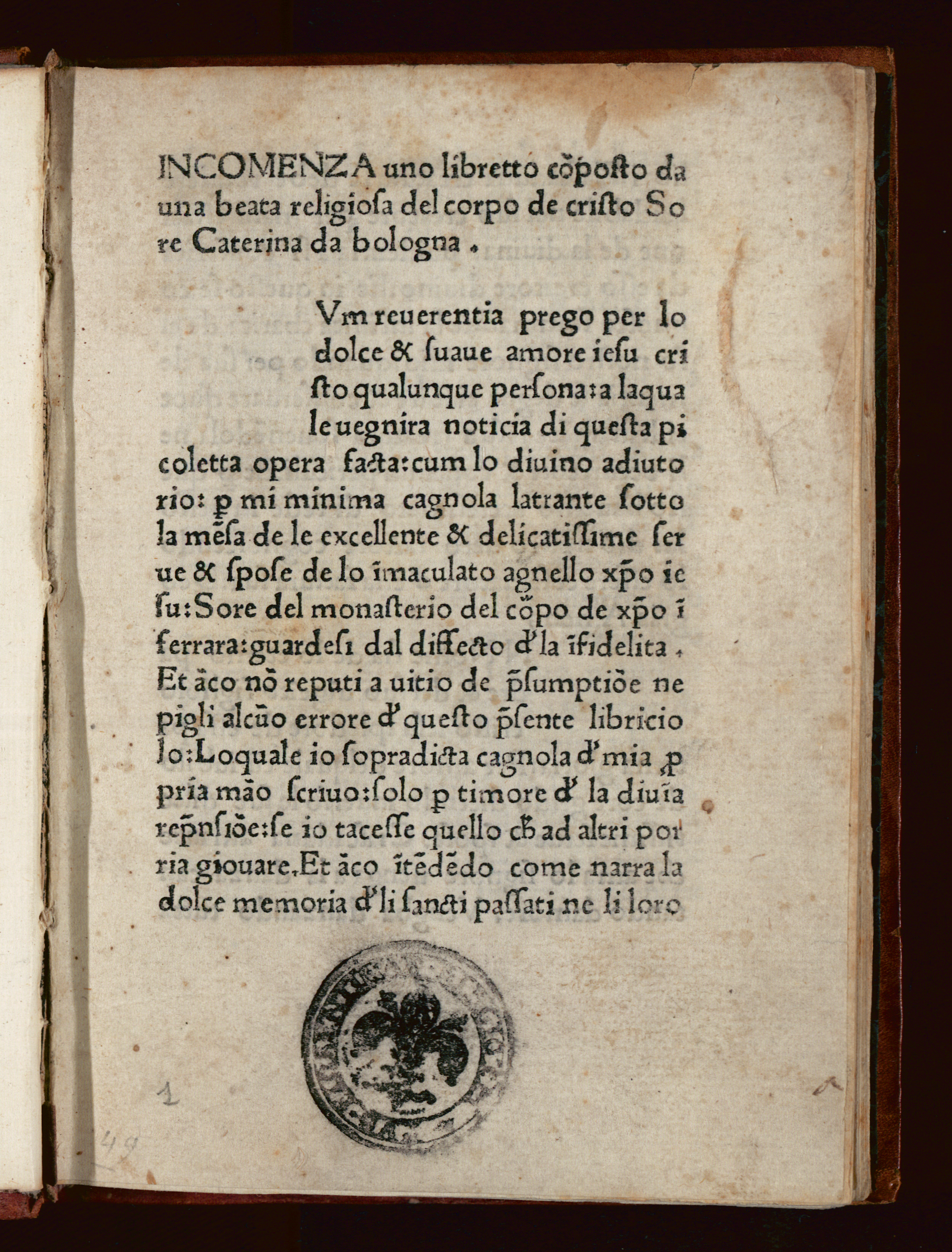
Sette armi spirituali, 1475

- Tratado em armas espirituais;
- Revelações;